# Антон Тонев
Антон Йорданов Тонев е български лекар и политик от „Продължаваме промяната“. Народен представител в XLVII народно събрание. Той е коремен хирург, специализирал в лапароскопски, ендоскопски, роботизирани и мини-инвазивни процедури в коремните болести.

## Биография
Антон Тонев е роден на 31 януари 1981 г. в град Стара Загора, Народна република България. Завършил е Медицинския университет в град Варна, където на 35 годишна възраст започва и своята преподавателска кариера, превръщайки се в най-младия доцент по хирургия в България. Специализирал е в Университетска болница „Св. Марина“ – Варна и е посещавал курсове в САЩ, Германия, Холандия, Франция, Южна Корея и др.
На парламентарните избори през ноември 2021 г. като кандидат за народен представител е 2-ри в листата на „Продължаваме промяната“ за 3 МИР Варна, откъдето е избран.